# Dietmar Schwager
Dietmar Schwager (Kaiserslautern, 15 agosto 1940 – Kaiserslautern, 20 novembre 2018) è stato un allenatore di calcio e calciatore tedesco, di ruolo difensore.